# Legionella busanensis
Espèce
Legionella busanensis est une des espèces du genre de bactéries Legionella isolée en Corée du Sud. Ce sont des bacilles à Gram négatif de la famille des Legionellaceae faisant partie du phylum des Pseudomonadota.

## Historique
Legionella busanensis est une bactérie décrite en 2003 sur la base d'une souche isolée à Busan en Corée du Sud. Le prélèvement a été effectué depuis un échantillon d'eau de tour aéro-refroidissante par l'Institut National de Santé de Corée (Korea National Institute of Health - KNIH). Cette espèce a aussi été isolée de tours aéro-refroidissantes en Malaisie.

## Taxonomie
Le nom correct de ce taxon est Legionella busanensis,.

### Étymologie
L'étymologie de cette espèce Legionella busanensis est la suivante : bu.san.en’sis N.L. masc./fem. adj. busanensis, isolée à Busan, en Corée du Sud,. Le nouveau nom a été validé également en 2003 par l'ICSP et publié dans la liste de validation des noms de bactéries.

### Phylogénie
Les analyses phylogéniques basées sur le gène de l'ARNr 16S ont permis de démontrer l’appartenance de la souche K9951 au genre Legionella en plaçant les trois souches isolées sur le même nœud que les Legionella oakridgensis. Deux autres analyses phylogéniques, basées sur les gènes rpoB et mip ont aussi placé cette espèce dans le genre Legionella.

## Description

### Caractéristiques
Legionella busanensis est une bactérie aérobie à Gram négatif. C'est un bacille mobile avec un flagelle sous-polaire. Cette bactérie est capable de croître sur milieu BCYE mais pas sur des milieux non supplémentas en L-cystéine. Ses tests biochimiques se révèlent positifs pour les activités gélatinase, catalase, oxydase, hydrolyse de l'hippurate et hydrolyse de l'amidon. Les réactions sont par contre négatives pour les tests d'activité de l'uréase, la péroxydase, de la réduction du nitrate en nitrite et du brunissement de milieu supplémenté en tyrosine. 
Contrairement à d'autres espèces de Legionella, L. busanensis n'autofluoresce pas. Il contient des acides gras insaturés tels que les acides gras majoritaires 16:1w7c, i-16:0 et 16:0. La composition en bases GC de son ADN est de 37,5 %.

### Souche type
La souche type de l'espèce L. busanensis est la souche K9951 qui porte les identifiants  ATCC BAA-518 (American Type Culture Collection), DSM 22853 et KCTC 12084 (Korean Type Culture Collection) dans différentes banques de cultures bactériennes,.

## Habitat
L'espèce L. busanensis est une espèce de bactérie dont la souche type, K9951 a été isolée d'un échantillon d'eau. Tout comme L. pneumophila et L. worsleiensis, elle a aussi été isolée d'installations d'eau courante aux Pays-Bas.